# Morti nel 1981/Maggio
| Questa pagina contiene informazioni ricavate automaticamente dalle voci biografiche con l'ausilio del template Bio e di un bot. L'aggiornamento è periodico e automatico e ricostruisce completamente la pagina. Se manca una persona in questa lista, sei pregato di non aggiungerla, ma accertati piuttosto che la sua voce biografica contenga il template Bio e che i dati anagrafici siano correttamente compilati. Se il template Bio manca, inseriscilo tu stesso o, in alternativa, metti l'avviso {{tmp\|Bio}} che ne segnala la mancanza. Se i dati riportati sono sbagliati, correggi direttamente la voce biografica; le modifiche saranno visibili in questa lista entro pochi giorni. Per chiarimenti vedi il progetto biografie. La lista contiene solo le 102 persone che sono citate nell'enciclopedia e per le quali è stato implementato correttamente il template Bio. Pagina aggiornata al 3 mar 2024. |

- 1º maggio - Eugène Auwerkeren, ginnasta belga (n. 1885)
- 1º maggio - Heinosuke Gosho, regista giapponese (n. 1902)
- 1º maggio - Knud Harald Hannemann, compositore di scacchi danese (n. 1903)
- 1º maggio - Harry Johnson, calciatore inglese (n. 1899)
- 1º maggio - Barry Jones, attore britannico (n. 1893)
- 2 maggio - René Kalisky, drammaturgo e saggista belga (n. 1936)
- 2 maggio - Yashwant Singh Parmar, politico indiano (n. 1906)
- 2 maggio - Miguel Ángel Ripullone, allenatore di pallacanestro argentino (n. 1930)
- 3 maggio - Silvio Margini, militare italiano (n. 1905)
- 3 maggio - Nargis, attrice indiana (n. 1929)
- 3 maggio - Maud Rosenbaum, pesista e tennista statunitense (n. 1902)
- 3 maggio - Naum Isaakovič Ėjtingon, agente segreto e militare sovietico (n. 1899)
- 4 maggio - Georg Klusemann, pittore e illustratore tedesco (n. 1942)
- 5 maggio - Antonino Faà di Bruno, generale, attore e nobile italiano (n. 1911)
- 5 maggio - Alphonse Indelicato, mafioso statunitense (n. 1931)
- 5 maggio - Jiří Křižák, calciatore cecoslovacco (n. 1924)
- 5 maggio - Emanuele Samek Lodovici, filosofo italiano (n. 1942)
- 5 maggio - Bobby Sands, attivista e politico irlandese (n. 1954)
- 6 maggio - Vladimir Aleksandrovič Sudec, generale sovietico (n. 1904)
- 6 maggio - Ladislao Sugar, editore musicale e produttore discografico ungherese (n. 1896)
- 7 maggio - Du Yuming, generale e politico cinese (n. 1904)
- 7 maggio - Michele Melazzini, banchiere e politico italiano (n. 1900)
- 7 maggio - Friedrich Seipelt, arbitro di calcio austriaco (n. 1915)
- 8 maggio - Nikolaj Kutuzov, attore sovietico (n. 1897)
- 8 maggio - Domenico Napoletano, politico italiano (n. 1912)
- 8 maggio - Andrej Aleksandrovič Romanov, nobile russo (n. 1897)
- 9 maggio - Nelson Algren, scrittore, poeta e giornalista statunitense (n. 1909)
- 9 maggio - Vivian Gibson, attrice britannica (n. 1898)
- 9 maggio - Margaret Lindsay, attrice statunitense (n. 1910)
- 10 maggio - Ismail di Johor, sovrano malese (n. 1894)
- 10 maggio - José Carlos Castillo García-Tudela, calciatore spagnolo (n. 1908)
- 10 maggio - Mario Orazio Perelli, anarchico e partigiano italiano (n. 1899)
- 10 maggio - Nikolaj Tiščenko, calciatore e allenatore di calcio sovietico (n. 1926)
- 11 maggio - Webster Aitken, pianista e insegnante statunitense (n. 1908)
- 11 maggio - Odd Hassel, chimico norvegese (n. 1897)
- 11 maggio - Salvatore Inzerillo, mafioso italiano (n. 1944)
- 11 maggio - Bob Marley, cantautore, chitarrista e attivista giamaicano (n. 1945)
- 11 maggio - Ivo Pannaggi, pittore e architetto italiano (n. 1901)
- 11 maggio - Giovanni Battista Pitzalis, politico italiano (n. 1906)
- 12 maggio - Francis Hughes, attivista e rivoluzionario irlandese (n. 1956)
- 12 maggio - Arturo Carlo Jemolo, giurista e storico italiano (n. 1891)
- 12 maggio - Benjamin Henry Sheares, politico singaporiano (n. 1907)
- 12 maggio - David Wechsler, psicologo rumeno (n. 1896)
- 13 maggio - Nathan Abshire, musicista statunitense (n. 1913)
- 13 maggio - Gustaf Dyrssen, pentatleta e schermidore svedese (n. 1891)
- 13 maggio - Ján Földeš, calciatore slovacco (n. 1915)
- 14 maggio - Juan Posadas, politico argentino (n. 1912)
- 15 maggio - Michele Andreolo, calciatore e allenatore di calcio uruguaiano (n. 1912)
- 15 maggio - Marina Petrovna Romanova, nobile russa (n. 1892)
- 15 maggio - Josef Silný, calciatore cecoslovacco (n. 1902)
- 16 maggio - Ernie Freeman, pianista, organista e arrangiatore statunitense (n. 1922)
- 16 maggio - Ljudmila Sergeevna Glazova, attrice sovietica (n. 1907)
- 17 maggio - Hugo Friedhofer, compositore statunitense (n. 1901)
- 17 maggio - William Keith Chambers Guthrie, storico della filosofia britannico (n. 1906)
- 17 maggio - Viktor Grigor'evič Komissarževskij, regista sovietico (n. 1912)
- 18 maggio - Richard Hale, attore e cantante lirico statunitense (n. 1892)
- 18 maggio - Mario Maserati, pittore italiano (n. 1890)
- 18 maggio - Arthur O'Connell, attore statunitense (n. 1908)
- 18 maggio - James Steven Rausch, vescovo cattolico statunitense (n. 1928)
- 18 maggio - William Saroyan, scrittore e drammaturgo statunitense (n. 1908)
- 19 maggio - Stefano Margotti, tiratore a segno italiano (n. 1900)
- 20 maggio - Giorgio Giaretta, calciatore italiano (n. 1912)
- 20 maggio - Noboru Nakamura, regista e sceneggiatore giapponese (n. 1913)
- 21 maggio - Giuseppe Ermini, politico e storico italiano (n. 1900)
- 21 maggio - Raymond McCreesh, rivoluzionario britannico (n. 1957)
- 21 maggio - Patsy O'Hara, rivoluzionario irlandese (n. 1957)
- 21 maggio - Yuki Shimoda, attore statunitense (n. 1921)
- 22 maggio - Henri Brasseur, pittore e fotografo belga (n. 1918)
- 22 maggio - Anker Hansen, calciatore norvegese (n. 1902)
- 22 maggio - Michael Kmit, pittore ucraino (n. 1910)
- 22 maggio - Boris Sagal, regista, produttore televisivo e sceneggiatore statunitense (n. 1923)
- 23 maggio - Laura Allende Gossens, politica cilena (n. 1911)
- 23 maggio - Danielle Peter, cestista francese (n. 1946)
- 23 maggio - Genzaburō Yoshino, scrittore, critico letterario e traduttore giapponese (n. 1899)
- 24 maggio - Miguel de Capriles, schermidore statunitense (n. 1906)
- 24 maggio - Herbert Müller, pilota automobilistico svizzero (n. 1940)
- 24 maggio - Jaime Roldós Aguilera, politico ecuadoriano (n. 1940)
- 25 maggio - Roy Brown, cantante statunitense (n. 1925)
- 25 maggio - Alberto Ferioli, avvocato e politico italiano (n. 1914)
- 25 maggio - Ruby Payne-Scott, fisica e docente australiana (n. 1912)
- 25 maggio - Rosa Ponselle, soprano statunitense (n. 1897)
- 27 maggio - János Pilinszky, poeta ungherese (n. 1921)
- 27 maggio - Roger Wheeler, imprenditore statunitense (n. 1926)
- 28 maggio - Frank Berryman, generale australiano (n. 1894)
- 28 maggio - Henry Blanke, produttore cinematografico tedesco (n. 1901)
- 28 maggio - Giōrgos Karatzopoulos, allenatore di pallacanestro greco (n. 1912)
- 28 maggio - John Bryan Ward-Perkins, archeologo e storico dell'architettura britannico (n. 1912)
- 28 maggio - Mary Lou Williams, pianista, arrangiatrice e compositrice statunitense (n. 1910)
- 28 maggio - Stefan Wyszyński, cardinale e arcivescovo cattolico polacco (n. 1901)
- 29 maggio - Hana Růžičková, ginnasta cecoslovacca (n. 1941)
- 29 maggio - Song Qingling, politica cinese (n. 1893)
- 30 maggio - Sven Andersson, calciatore svedese (n. 1907)
- 30 maggio - Gwendolyn B. Bennett, poetessa, scrittrice e giornalista statunitense (n. 1902)
- 30 maggio - Peter Lindgren, attore svedese (n. 1915)
- 30 maggio - Nino Pedretti, poeta e traduttore italiano (n. 1923)
- 30 maggio - Ziaur Rahman, generale e politico bengalese (n. 1936)
- 31 maggio - Harry Bates, scrittore di fantascienza e curatore editoriale statunitense (n. 1900)
- 31 maggio - Felix Loeffel, basso-baritono svizzero (n. 1892)
- 31 maggio - Gyula Lóránt, allenatore di calcio e calciatore ungherese (n. 1923)
- 31 maggio - Antoine Mattei, militare francese (n. 1917)
- 31 maggio - Giuseppe Pella, politico e economista italiano (n. 1902)
- 31 maggio - Michel Rougerie, pilota motociclistico francese (n. 1950)